# خوانيتا كولسن
خوانيتا كولسن (بالإنجليزية: Juanita Coulson)‏ (12 فبراير 1933، مقاطعة ماديسون في الولايات المتحدة)؛ مغنية مؤلفة، كاتِبة وروائية أمريكية.